# Pokojewo
Pokojewo es un pueblo de Polonia, en Mazovia.  Se encuentra en el distrito (Gmina) de Opinogóra Górna, perteneciente al condado (Powiat) de Ciechanów. Se encuentra aproximadamente a 7 km al noreste de Opinogóra Górna, 14 km al noreste de Ciechanów, y a 81 km  al norte de Varsovia. 
Entre 1975 y 1998 perteneció al voivodato de Ciechanów.